# Étienne Hubert de Cambacérès
Pietro Antonio Zorzi (Montpellier, 11 de setembro de 1756 - Ruão, 25 de outubro de 1818) foi um cardeal italiano.

## Biografia
Nasceu em Montpellier em 11 de setembro de 1756. Filho de Jean Antoine de Cambacères (1715-1801), conselheiro do Cour de Comptes e prefeito de Montpellier (1754), e sua primeira esposa, Marie Rose Vassal (ca.1720-1769). Irmão mais novo de Jean-Jacques Régis, príncipe arquichanceler do Império Francês; havia onze filhos, mas apenas dois sobreviveram. Sobrinho de Etienne-François de Cambacères (1721-1802), arquideão de Montpellier. Entrou no estado eclesiástico por vocação.
Ele foi educado sob a direção de seu tio, o arquidiácono. Estudou no Seminário de Avignon; e na Universidade de Montpellier, onde obteve a licenciatura in utroque iure , tanto em direito civil como canônico, em 1777.
Cônego do cabido da catedral de Montpellier. Ordenado, 1780, Montpellier. Grão-vigário honorário de Alès, 1788. Não prestou juramento à Constituição Civil do Clero porque não ocupou nenhum cargo eclesiástico em 1790. Durante a Revolução Francesa, viveu retirado em Montpellier e sem problemas por causa da proteção de seu irmão, Jean Jacques Rigis de Cambacés, deputado à Convenção. Nunca prestou juramento à Constituição Civil do Clero, e depois recusou-se a prestar juramento de ódio à realeza; por outro lado, em 1792, consentiu em prestar o juramento de liberdade-igualdade, o de submissão às leis da República de II Prairial e III; e em 1800, o da fidelidade à constituição. Ele foi para Paris em novembro de 1801 e reencontrou seu irmão, que já havia alcançado os mais altos níveis de governo.
Nomeado pelo imperador Napoleão Bonaparte à sede metropolitana de Rouen, em 9 de abril de 1802; aceito pelo cardeal legado, o cardeal Giovanni Battista Caprara, em 10 de abril de 1802; confirmado por bula apostólica, 5 de julho de 1802. Consagrado, Domingo de Ramos 11 de abril de 1802, catedral de Paris, pelo cardeal Giovanni Battista Caprara, auxiliado por Michel-François du Vivier de Lorry, bispo de La Rochelle, e por Jean Batiste Maillé de La Tour, arcebispo de Reims.
Criado cardeal sacerdote no consistório de 17 de janeiro de 1803; recebeu o barrete vermelho por breve papal do dia 22 de janeiro seguinte; O primeiro cônsul Bonaparte o impôs em 27 de março de 1803 na capela das Tulherias ; recebeu o chapéu vermelho e o título de S. Stefano al Monte Celio, em 1º de fevereiro de 1805. Em novembro de 1804, foi convidado a acompanhar o papa de Turim durante a viagem do pontífice à França para coroar o imperador Napoleão I Bonaparte. Eleito senador pelo departamento de Hérault, em 1º de fevereiro de 1805; tornou-se um grande oficial da Légion d'honneuro dia seguinte. Nomeado conde do Império em 18 de setembro de 1808. Não compareceu ao segundo casamento do imperador Napoleão I, mas provavelmente se desculpou porque foi proibido de usar suas vestes vermelhas. Ele participou do Conselho Galicano de Paris em 1811. Aceitou publicamente a Restauração e aderiu ao ato do senado que derrubou Napoleão I, 8 de abril de 1814. Membro da Câmara dos Pares, junho de 1815. Ele se recusou a renunciar ao cargo para facilitar o negociação da concordata de 1816.
Morreu em Ruão em 25 de outubro de 1818. Exposto e enterrado, em 28 de outubro, na catedral metropolitana de Rouen.